# Mamunul Mamul
Mohamed Mamunul Islam Mamul (মোহাম্মদ মামুনুল ইসলাম; Chittagong, 12 dicembre 1988) è un calciatore bangladese, centrocampista del Fortis.

## Carriera
Nel 2014 passa in prestito per tre mesi all'Atlético de Kolkata, squadra indiana militante nella Indian Super League.

## Statistiche

### Cronologia presenze e reti in nazionale
| Cronologia completa delle presenze e delle reti in nazionale ― Bangladesh | Cronologia completa delle presenze e delle reti in nazionale ― Bangladesh | Cronologia completa delle presenze e delle reti in nazionale ― Bangladesh | Cronologia completa delle presenze e delle reti in nazionale ― Bangladesh | Cronologia completa delle presenze e delle reti in nazionale ― Bangladesh | Cronologia completa delle presenze e delle reti in nazionale ― Bangladesh | Cronologia completa delle presenze e delle reti in nazionale ― Bangladesh | Cronologia completa delle presenze e delle reti in nazionale ― Bangladesh |
| Data                                                                      | Città                                                                     | In casa                                                                   | Risultato                                                                 | Ospiti                                                                    | Competizione                                                              | Reti                                                                      | Note                                                                      |
| ------------------------------------------------------------------------- | ------------------------------------------------------------------------- | ------------------------------------------------------------------------- | ------------------------------------------------------------------------- | ------------------------------------------------------------------------- | ------------------------------------------------------------------------- | ------------------------------------------------------------------------- | ------------------------------------------------------------------------- |
| 05-05-2008                                                                | Bishkek                                                                   | Bangladesh                                                                | 0 – 0                                                                     | Afghanistan                                                               | AFC Challenge Cup 2008 - 1º turno                                         | -                                                                         | 38’                                                                       |
| 09-05-2008                                                                | Bishkek                                                                   | Kirghizistan                                                              | 2 – 1                                                                     | Bangladesh                                                                | AFC Challenge Cup 2008 - 1º turno                                         | -                                                                         | 64’                                                                       |
| 06-06-2008                                                                | Bishkek                                                                   | Bangladesh                                                                | 2 – 2                                                                     | Afghanistan                                                               | SAFF Championship 2008 - 1º turno                                         | 1                                                                         |                                                                           |
| 26-04-2009                                                                | Dhaka                                                                     | Cambogia                                                                  | 0 – 1                                                                     | Bangladesh                                                                | AFC Challenge Cup 2009 - 1º turno                                         | -                                                                         | 18’ 79’                                                                   |
| 28-04-2009                                                                | Dhaka                                                                     | Bangladesh                                                                | 1 – 2                                                                     | Birmania                                                                  | AFC Challenge Cup 2009 - 1º turno                                         | -                                                                         | 78’                                                                       |
| 30-04-2009                                                                | Dhaka                                                                     | Bangladesh                                                                | 3 – 0                                                                     | Macao                                                                     | AFC Challenge Cup 2009 - 1º turno                                         | 1                                                                         |                                                                           |
| 16-02-2010                                                                | Colombo                                                                   | Tagikistan                                                                | 1 – 2                                                                     | Bangladesh                                                                | AFC Challenge Cup 2010 - 1º turno                                         | -                                                                         | 80’                                                                       |
| 18-02-2010                                                                | Colombo                                                                   | Bangladesh                                                                | 1 – 2                                                                     | Birmania                                                                  | AFC Challenge Cup 2010 - 1º turno                                         | -                                                                         |                                                                           |
| 20-02-2010                                                                | Colombo                                                                   | Sri Lanka                                                                 | 3 – 0                                                                     | Bangladesh                                                                | AFC Challenge Cup 2010 - 1º turno                                         | -                                                                         |                                                                           |
| 21-03-2011                                                                | Yangon                                                                    | Palestina                                                                 | 2 – 0                                                                     | Bangladesh                                                                | AFC Challenge Cup 2011 - 1º turno                                         | -                                                                         |                                                                           |
| 23-03-2011                                                                | Yangon                                                                    | Bangladesh                                                                | 2 – 0                                                                     | Birmania                                                                  | AFC Challenge Cup 2011 - 1º turno                                         | -                                                                         |                                                                           |
| 25-03-2011                                                                | Yangon                                                                    | Bangladesh                                                                | 0 – 2                                                                     | Filippine                                                                 | AFC Challenge Cup 2011 - 1º turno                                         | -                                                                         |                                                                           |
| 29-06-2011                                                                | Dhaka                                                                     | Bangladesh                                                                | 3 – 0                                                                     | Pakistan                                                                  | Qual. Mondiali 2014                                                       | -                                                                         |                                                                           |
| 03-07-2011                                                                | Lahore                                                                    | Pakistan                                                                  | 0 – 0                                                                     | Bangladesh                                                                | Qual. Mondiali 2014                                                       | -                                                                         |                                                                           |
| 23-07-2011                                                                | Beirut                                                                    | Libano                                                                    | 4 – 0                                                                     | Bangladesh                                                                | Qual. Mondiali 2014                                                       | -                                                                         |                                                                           |
| 28-07-2011                                                                | Dhaka                                                                     | Bangladesh                                                                | 2 – 0                                                                     | Libano                                                                    | Qual. Mondiali 2014                                                       | -                                                                         |                                                                           |
| 02-03-2013                                                                | Kathmandu                                                                 | Palestina                                                                 | 1 – 0                                                                     | Bangladesh                                                                | AFC Challenge Cup 2013 - 1º turno                                         | -                                                                         |                                                                           |
| 04-03-2013                                                                | Kathmandu                                                                 | Bangladesh                                                                | 2 – 0                                                                     | Nepal                                                                     | AFC Challenge Cup 2013 - 1º turno                                         | -                                                                         |                                                                           |
| 06-03-2013                                                                | Kathmandu                                                                 | Bangladesh                                                                | 5 – 0                                                                     | Isole Marianne Settentrionali                                             | AFC Challenge Cup 2013 - 1º turno                                         | -                                                                         |                                                                           |
| 03-09-2013                                                                | Kathmandu                                                                 | Bangladesh                                                                | 1 – 1                                                                     | India                                                                     | SAFF Championship 2013 - 1º turno                                         | -                                                                         | 81’                                                                       |
| 05-09-2013                                                                | Kathmandu                                                                 | Bangladesh                                                                | 1 – 2                                                                     | Pakistan                                                                  | SAFF Championship 2013 - 1º turno                                         | -                                                                         | 81’                                                                       |
| 05-03-2014                                                                | Goa                                                                       | India                                                                     | 2 – 2                                                                     | Bangladesh                                                                | Amichevole                                                                | -                                                                         |                                                                           |
| 11-06-2015                                                                | Dhaka                                                                     | Bangladesh                                                                | 1 – 3                                                                     | Kirghizistan                                                              | Qual. Mondiali 2018                                                       | -                                                                         |                                                                           |
| 16-06-2015                                                                | Dhaka                                                                     | Bangladesh                                                                | 1 – 1                                                                     | Tagikistan                                                                | Qual. Mondiali 2018                                                       | -                                                                         | 87’                                                                       |
| 03-09-2015                                                                | Perth                                                                     | Australia                                                                 | 5 – 0                                                                     | Bangladesh                                                                | Qual. Mondiali 2018                                                       | -                                                                         | Cap.                                                                      |
| 08-09-2015                                                                | Dhaka                                                                     | Bangladesh                                                                | 0 – 4                                                                     | Giordania                                                                 | Qual. Mondiali 2018                                                       | -                                                                         |                                                                           |
| 13-10-2015                                                                | Bishkek                                                                   | Kirghizistan                                                              | 2 – 0                                                                     | Bangladesh                                                                | Qual. Mondiali 2018                                                       | -                                                                         |                                                                           |
| 12-11-2015                                                                | Dushanbe                                                                  | Tagikistan                                                                | 5 – 0                                                                     | Bangladesh                                                                | Qual. Mondiali 2018                                                       | -                                                                         |                                                                           |
| 17-11-2015                                                                | Dhaka                                                                     | Bangladesh                                                                | 0 – 4                                                                     | Australia                                                                 | Qual. Mondiali 2018                                                       | -                                                                         | Cap. 87’                                                                  |
| 24-12-2015                                                                | Kerala                                                                    | Afghanistan                                                               | 4 – 0                                                                     | Bangladesh                                                                | SAFF Championship 2015 - 1º turno                                         | -                                                                         |                                                                           |
| 26-12-2015                                                                | Kerala                                                                    | Bangladesh                                                                | 1 – 3                                                                     | Maldive                                                                   | SAFF Championship 2015 - 1º turno                                         | -                                                                         |                                                                           |
| 28-12-2015                                                                | Kerala                                                                    | Bhutan                                                                    | 0 – 3                                                                     | Bangladesh                                                                | SAFF Championship 2015 - 1º turno                                         | -                                                                         |                                                                           |
| 13-01-2016                                                                | Dhaka                                                                     | Bangladesh                                                                | 1 – 1                                                                     | Malaysia                                                                  | Bangabandhu Gold Cup 2016 - 1º turno                                      | -                                                                         | Cap.                                                                      |
| 02-06-2016                                                                | Dušanbe                                                                   | Tagikistan                                                                | 5 – 0                                                                     | Bangladesh                                                                | Qual. Coppa d'Asia 2019                                                   | -                                                                         |                                                                           |
| 07-06-2016                                                                | Dacca                                                                     | Bangladesh                                                                | 0 – 1                                                                     | Tagikistan                                                                | Qual. Coppa d'Asia 2019                                                   | -                                                                         | 83’                                                                       |
| 10-10-2016                                                                | Thimphu                                                                   | Bhutan                                                                    | 3 – 1                                                                     | Bangladesh                                                                | Qual. Coppa d'Asia 2019                                                   | 1                                                                         |                                                                           |
| 04-09-2018                                                                | Dacca                                                                     | Bangladesh                                                                | 2 – 0                                                                     | Bhutan                                                                    | SAFF Championship 2018 - 1º turno                                         | -                                                                         | 83’                                                                       |
| 06-09-2018                                                                | Dacca                                                                     | Bangladesh                                                                | 1 – 0                                                                     | Pakistan                                                                  | SAFF Championship 2018 - 1º turno                                         | -                                                                         |                                                                           |
| 08-09-2018                                                                | Dacca                                                                     | Laos                                                                      | 0 – 1                                                                     | Nepal                                                                     | SAFF Championship 2018 - 1º turno                                         | -                                                                         |                                                                           |
| 06-06-2019                                                                | Vientiane                                                                 | Laos                                                                      | 0 – 1                                                                     | Bangladesh                                                                | Qual. Mondiali 2022                                                       | -                                                                         | 85’                                                                       |
| 11-06-2019                                                                | Dacca                                                                     | Bangladesh                                                                | 0 – 0                                                                     | Laos                                                                      | Qual. Mondiali 2022                                                       | -                                                                         | 90’                                                                       |
| 19-01-2020                                                                | Dhaka                                                                     | Sri Lanka                                                                 | 0 – 3                                                                     | Bangladesh                                                                | Bangabandhu Gold Cup 2020 - 1º turno                                      | -                                                                         | 60’                                                                       |
| 23-01-2020                                                                | Dhaka                                                                     | Burundi                                                                   | 3 – 0                                                                     | Bangladesh                                                                | Bangabandhu Gold Cup 2020 - Semifinale                                    | -                                                                         | 76’                                                                       |
| Totale                                                                    |                                                                           | Presenze                                                                  | 43                                                                        |                                                                           | Reti                                                                      | 3                                                                         |                                                                           |

## Palmarès

### Club

#### Competizioni nazionali
- Bangladesh League: 2

Sheikh Jamal: 2010-2011, 2013-2014
- Federation Cup: 3

Sheikh Jamal: 2011-2012, 2013-2014
Abahani Limited: 2018
- Pokhara Cup: 1

Sheikh Jamal: 2011
- Indian Super League: 1

Atlético de Kolkata: 2014